# Un drôle de dimanche
Pour plus de détails, voir Fiche technique et Distribution.
Un drôle de dimanche est un film français réalisé par Marc Allégret en 1958.

## Synopsis
Jean Brévent, ancien capitaine de l'armée d'Afrique pendant la Seconde Guerre mondiale, est devenu concepteur de l'agence de publicité fondée par son ex-colonel. Il s'investit totalement dans son travail pour tenter d'oublier que sa femme Catherine l'a quitté cinq ans auparavant. Un jour, il la retrouve dans l'autobus devant l’École militaire, il l'aime encore. Il découvre seulement alors qu'elle est partie avec un ancien sous-lieutenant de sa compagnie devenu homme d'affaires.
Jean oscille tout un week-end entre le désir de la reconquérir et celui de la tuer. Il se fait passer pour le patron de sa société, occupant son bureau et empruntant sa voiture pour l'éblouir. Catherine se rendra compte de la supercherie, mais aussi qu'elle l'aime toujours.

## Fiche technique
- Réalisation : Marc Allégret, assisté de Pierre Gautherin, Claude Beddouk
- Scénario : Serge de Boissac
- Adaptation-Dialogue : Serge de Boissac, Pascal Jardin, Jean Marsan
- Décors : Maurice Colasson, assisté de Pierre Duquesne
- Photographie : Jacques Natteau
- Opérateur : Jean Lalier
- Montage : Suzanne de Troeye, assistée de Roger Cacheux
- Son : Jacques Gallois
- Musique : Paul Misraki (Édition Impéria)
- Direction musicale : Jacques Météhen
- Chanson : de Paul Misraki et Jean Broussole Le temps d'aimer chantée par Danielle Darrieux
- Robes : Jacques Heim
- Script-girl : Colette Crochet
- Maquillage : Pierre et Odette Berroyer
- Coiffures : Huguette Lalaurette
- Administrateur : Jean Davis
- Photographe de plateau : Henri Thibaut
- Régisseur : Roger Boulais
- Ensemblier : Robert Turlure
- Tournage du 7 juillet au 6 septembre 1958 dans Paris et sa banlieue et dans les studios de Boulogne
- Directeur de production : François Harispuru
- Chef de production : Jean-Jacques Vital
- Sociétés de production : Compagnie Commerciale Française Cinématographique (CCFC), Union des Distributeurs Indépendants de Films (UDIF), Les Films Jean-Jacques Vital
- Société de distribution : Compagnie Commerciale Française Cinématographique CCFC
- Format : Noir et blanc — 35 mm — 1,37:1 — son Mono
- Genre : Comédie dramatique
- Durée : 90 minutes
- Date de sortie : France : 19 novembre 1958
- Visa d'exploitation : 20937
- Affiche : Jouineau Bourduge (France)

## Distribution
- Danielle Darrieux : Catherine Brévent, son épouse, pharmacienne
- Arletty : Juliette Armier, professeur de théâtre, logeuse et amie de Jean
- Bourvil : Jean Brévent, publicitaire à Publiparis, capitaine à la fin de la Seconde Guerre mondiale
- Jean-Paul Belmondo : Patrick, le trompettiste, fiancé de Caroline
- Roger Hanin : Robert Sartori, ancien sous-lieutenant de Jean pendant la guerre
- Cathia Caro : Caroline Armier, la fille de Juliette
- Jean Wall : M. Saunier, le patron de l'agence, ancien colonel de Jean
- Colette Richard : Mireille, la secrétaire
- Fernand Sardou : le brigadier
- Jean Lefebvre : le concierge de l'agence
- Jean Carmet : le pompiste
- Jean Ozenne : le représentant de l'agence
- Nicolas Vogel : Chartier, un dessinateur
- Le chien Brigand, dressé et appartenant à M. Lesourd

Non crédités :
- Jean-Louis Allibert : le portier du Plaza Athénée
- Marcel Bernier : le bistrot du Brandy
- Charles Bouillaud : le réceptionniste
- Henri Coutet : un serveur au restaurant
- Olivier Darrieux : un copain de guerre
- Albert Daumergue : un homme sur le quai de la gare
- Georges Demas : le chauffeur de la voiture
- Pierre Durou : une personne attendant le bus
- Gisèle Grimm : la secrétaire de Sartori
- André Philip : le gendarme attendant le bus
- Michel Subor : un élève du cours
- Michel Vocoret : un élève du cours
- Françoise Saint-Laurent

## Autour du film
- Le personnage de Bourvil est relativement proche de celui qu'il interprète dans Le Miroir à deux faces, tant par son jeu que par la situation.
- C'est une des premières apparitions un peu importantes de Jean-Paul Belmondo dans un film. Il a alors 25 ans.
- Dans la scène au café Le Branly (18e minute du film), une figurante joue sur un flipper intitulé The Landing (le débarquement) qui permet d'introduire la séquence en flash-back de la rencontre entre le personnage de Darrieux et celui de Bourvil. Il s'agit d'un flipper Paratrooper de 1952 fabriqué par la Williams Manufacuring Company dont le fronton a été modifié pour représenter des chars d'assaut.
- Lorsque Danielle Darrieux descend du bus pour pénétrer dans le bâtiment commercial de son compagnon (minutage 16 min 00 s), il vient de pleuvoir et la chaussée est humide. Bourvil la suit de très près, et quand il entre à son tour dans le bâtiment (minutage 16 min 30 s), la chaussée est sèche…
- La voiture du patron est une Chevrolet Impala décapotable 1958.
- Danielle Darrieux (Catherine) interprète la chanson Le temps d'aimer.  Dalida chantera une chanson homonyme en 1986. Jean collectionne les antiquités,  de vieux phonographes. Aux côtés de ces appareils, un magnétophone, dernier mot de la science moderne ,dit il. Jean y a enregistré la chanson de Catherine et l'a fait ecouter à  Robert Sartori . La bande magnétique est montée de façon inhabituelle, et les deux bobines tournent en sens inverses. C'était le cas sur certains modèles avant 1945, en général les deux bobines tournent dans le même sens . L'ombre des bobines sur le plateau donne l'impression de morceaux de bandes coupées. Lorsque Jean apprend que sa femme le trompe avec Robert Sartori, il offrira le magnétophone à Caroline (minutage 27',31'25" et 56' 50")

## Citation
- Pour les fans d'Arletty, elle prononce une courte phrase qui serait tout à fait banale dans une autre bouche que la sienne, mais qui, dite par elle avec sa voix inimitable à l'accent parisien, prend immédiatement un relief formidable. Marchant sur une route de campagne, en tenue de ville chic et talons hauts après avoir quitté la voiture en panne de Belmondo : « C'est pas des histoires pour des mômes...» puis « J'aurais dû mettre mes ballerines, moi ! » (minutage dans le film : 1h24'14").